# Philippe Gindre
Compléments
Cofondateur de La Clef d'Argent
Philippe Gindre est un anthologiste, éditeur, essayiste et écrivain français spécialisé dans les littératures de l'imaginaire, né le 16 septembre 1966 à Saint-Rémy.

## Biographie
Au sein de La Clef d'Argent, maison d'édition associative dédiée aux littératures de l'imaginaire qu'il a cofondée en 1987, Philippe Gindre s'est attaché durant 30 ans à permettre la poursuite d'une tradition éditoriale dont les éditions Marabout dans les années 1960-70, puis les éditions NéO dans les années 1980, ont été les représentantes les plus emblématiques, notamment dans le domaine du fantastique.
À travers des traductions et des essais il a contribué à faire mieux connaître le poète et fantastiqueur californien Clark Ashton Smith, correspondant et ami de Lovecraft. Il a initié en compagnie de Christian Hibon les aventures métapsychiques de John Coolter et Isidore Quincampoix, les investigateurs de l'étrange (collection Ténèbres & Cie), aujourd'hui reprises par d'autres auteurs comme Jonas Lenn ou Philippe Gontier.
De 1990 à 2011, il a dirigé le Codex Atlanticus, anthologie permanente du fantastique au sein de laquelle il a présenté plus de 170 nouvelles de près de 90 auteurs dont Marcel Béalu, Michel Butor, Jean-Pierre Favard, Roland Fuentès, Gabriel de Lautrec, Jonas Lenn, Maurice Level, Arnauld Pontier, Timothée Rey, Jean Richepin, André-François Ruaud, Marc Stéphane ou Théo Varlet.
En 2012, il a dirigé l'édition critique du recueil d'Édouard Ganche, Le Livre de la mort, recueil de contes macabres initialement paru en 1909, puis en 2017 celle de L'Ordre de la mort, recueil des nouvelles de l'auteur inédites en volume.